# Bauleiteck
Bauleiteck är en bergstopp i Österrike.   Den ligger i distriktet Murau och förbundslandet Steiermark, i den centrala delen av landet, 210 kilometer sydväst om huvudstaden Wien. Toppen på Bauleiteck är 2 424 meter över havet.
Terrängen runt Bauleiteck är huvudsakligen bergig, men den allra närmaste omgivningen är kuperad. Runt Bauleiteck är det ganska glesbefolkat, med 22 invånare per kvadratkilometer.. Närmaste större samhälle är Tamsweg, 19,3 kilometer sydväst om Bauleiteck. 
Trakten runt Bauleiteck består i huvudsak av gräsmarker.